# Йорба Линда
Йорба Линда (на английски: Yorba Linda) е град в окръг Ориндж, щата Калифорния, САЩ.
Най-известната личност, свързана с града, е президентът на САЩ Ричард Никсън, който е роден тук. Обаче, неговото семейство се премества преди селището да стане град. Президентската библиотека-музей „Ричард Никсън“ е най-известната забележителност в града.
Йорба Линда е с население от 58918 жители (2000), а 
при преброяването през 2010 г. населението вече е 64234 души. Общата му площ е 51,4 km². Намира се на 82,3 m надморска височина. ЗИП кодовете му са 92885, 92886, 92887, а телефонният му код е 714.
През 2005 г. CNN класира града на 21 място сред най-добрите места за живеене в САЩ.